# Stefano Grondona
Stefano Grondona   (Gènova, 1958) és un guitarrista italià.

## Biografia
Estudià a la seva ciutat natal amb Sergio Notaro i Oscar Ghiglia, es diplomà en guitarra clàssica a l'Accademia Musicale Chigiana de Siena i amplià els estudis amb els mestres Julian Bream i Andrés Segovia. En la dècada dels 1970 li arribà el reconeixement quan participà en els certàmens internacionals de Parma (1975), Gargnano (1976), Alexandria (1978), Palma (1980) i castell de Leeds (1981), i alhora guanyà els premis Mario Castelnuovo Tedesco (1975) i Concurs Internacional Andrés Segovia (1979). També és professor de guitarra al Conservatori Estatal de Vicenza (Vènet).
Des d'aleshores ha estat un dels guitarristes més clàssics més reconeguts internacionalment, i ha tocat amb les orquestres més prestigioes d'arreu del món. El 2002 va crear el quintet de guitarres Nova Lira Orfeo XXI Arxivat 2007-09-28 a Wayback Machine., basat en el grup Lira Orfeo Arxivat 2007-09-28 a Wayback Machine., societat fundada a Barcelona el 1898 per Miquel Llobet i Solés, guitarrista català del que en va difondre l'obra al festival Un ponte di note a Ponte in Valtellina el 2005. També ha col·laborat al llibre de Luca Waldner La Chitarra di Liuteria - Masterpieces of Guitar Making.

## Creu de Sant Jordi
2011: Creu de Sant Jordi, atorgat per la Generalitat de Catalunya. El 27 d'abril de 2011, Artur Mas, president de la Generalitat de Catalunya, va concedir personalment a Stefano Grondona la Creu de Sant Jordi, el màxim reconeixement al mèrit cultural de Catalunya. Motivació oficial: per les seves activitats concertístiques i docents, que l'han situat a l'avantguarda del panorama internacional. Vinculat a Catalunya des de finals de la dècada de 1970, va dur a terme investigacions històriques sobre la guitarra i la difusió de composicions de músics catalans per a aquest instrument. La seva producció discogràfica i assaig dibuixen una imatge innovadora de la guitarra catalana en l'època del modernisme i realcen la figura del compositor Miguel Llobet.

## Gravacions
- Sor, Fernando 20 Studi per Chitarra (Ed. Ricordi Book+CD played by S.Grondona)
- Bach, Giuliani, Turina, Ponce (C.G.D. Classica cls91042)
- Bach, Henze, Petrassi (Dynamic CDS059)
- Novecento (Josè, Martin, Krenek, Morricone, Tansman) (1995, Phoenix 98419)
- La Guitarra de Torres (Llobet, Tárrega) (1996/7, Divox CDX-29701) interpretades amb els instruments d'època del lutier Antonio de Torres Jurado.
- Evocación (Albéniz & Granados) (2000, Stradivarius STR 33658)
- Lo Cant dels Aucells (2001, Stradivarius 33589) inclou cançons tradicionals catalanes
- Baroque Images (Froberger, Bach, Scarlatti) (2001, Stradivarius STR 33622)
- Arcas Julián (2004, Stradivarius 33692)
- Evocacions (2004) amb peces de Llobet
- Homenaje (2006, Stradivarius STR 33660)
- Respuesta (2006, Stradivarius STR 33770)
- Humoresque Llobet & Anido in the 1920s (2007, Stradivarius STR 33815)
- Grondona plays Asturias (2009, Stradivarius STR 33832)
- L'Emigrant. Les Obres per a Guitarra Sola de Miquel Llobet (2009, Museu de la Música)
- La Guitarra Callada. Stefano Grondona plays Federico Mompou complete works for guitar (2017, Stradivarius STR 37087).